# آنتونوف ای‌ان-۲
آنتونوف ای‌ان-۲ (به انگلیسی: Antonov An-2) (براساس سامانه نام‌گذاری در ناتو، کلت (Colt)) یک هواپیمای ساختِ کارخانهٔ آنتونوف در کشور اتحاد جماهیر شوروی سوسیالیستی است که در سال ۱۹۴۷–۲۰۰۱ ساخته شد. نخستین استفاده‌کنندهٔ این هواپیما اتحاد جماهیر شوروی سوسیالیستی بوده‌است. این هواپیما در ۳۱ اوت ۱۹۴۷ میلادی نخستین پرواز خود را انجام داد.

## نگارخانه

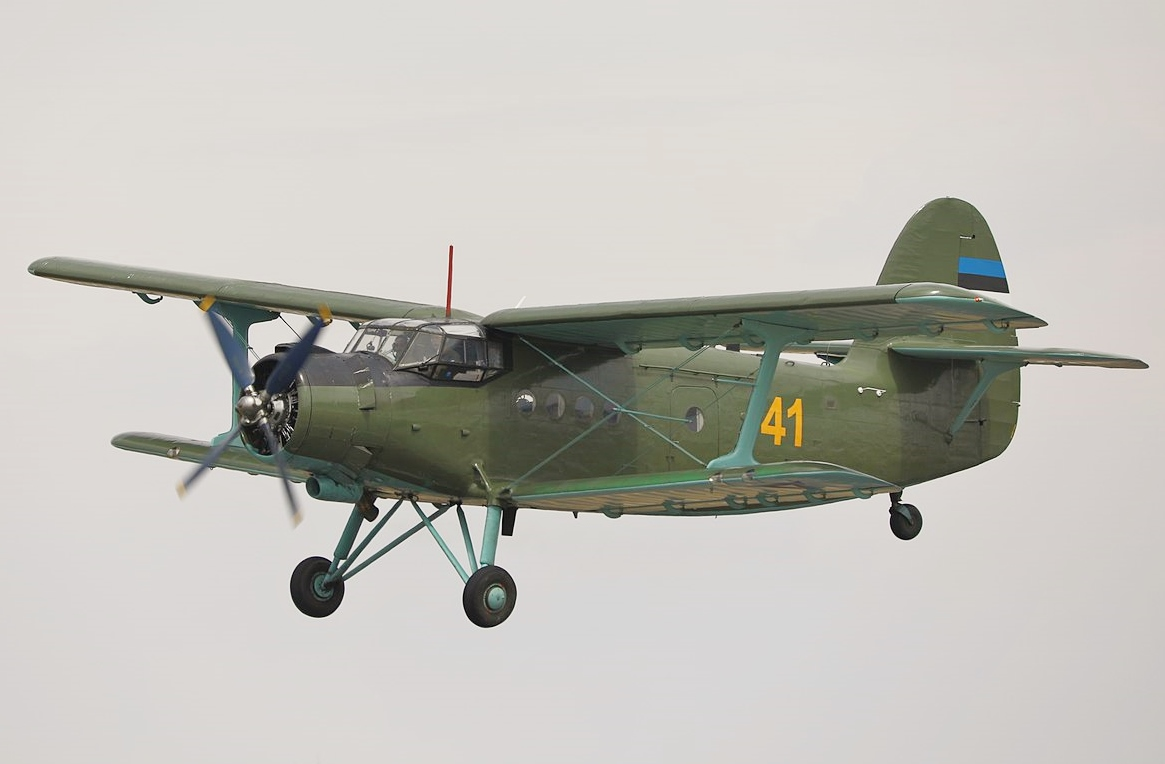
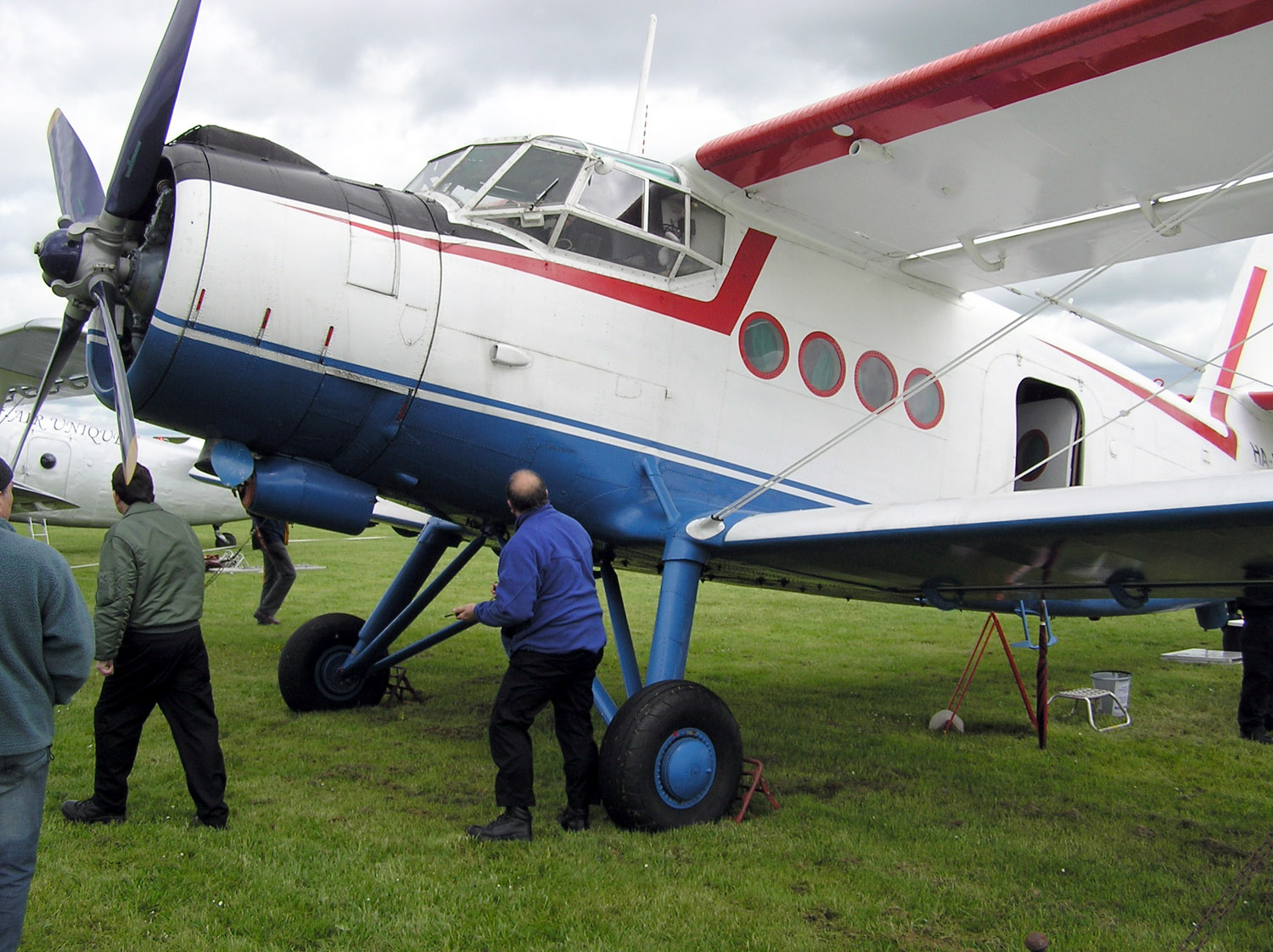
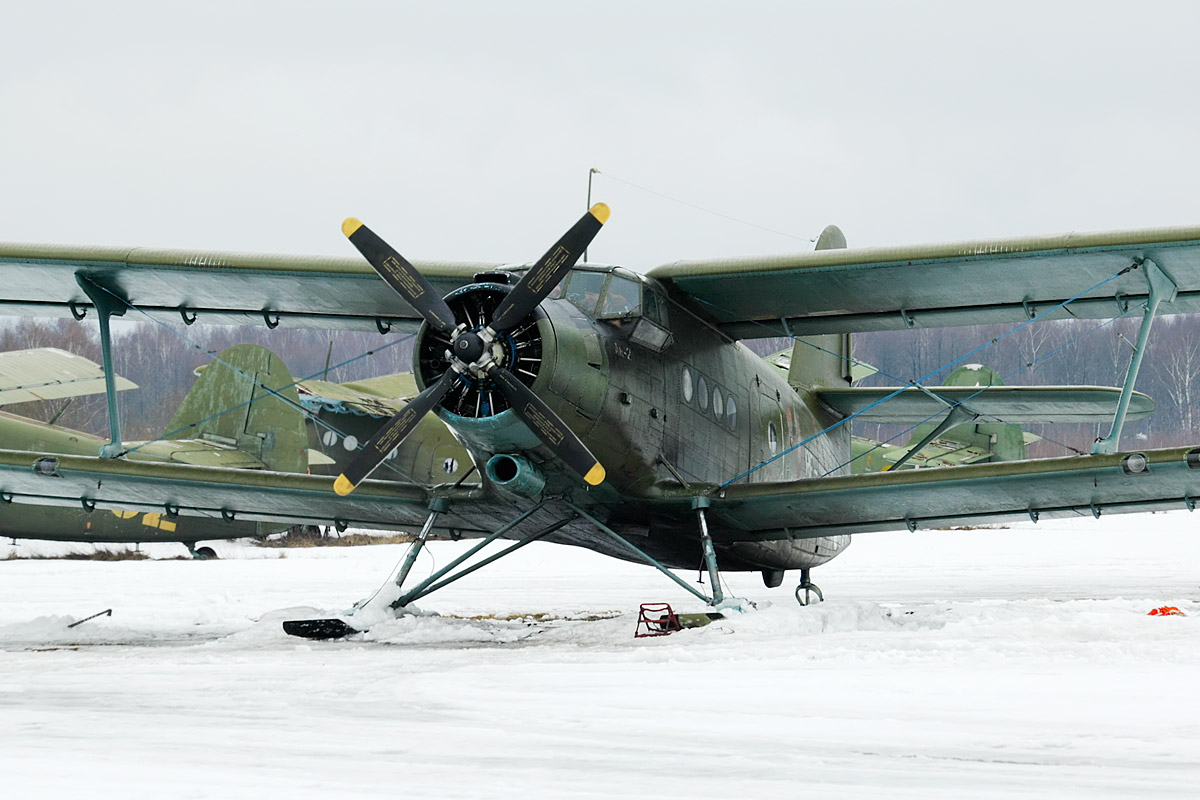
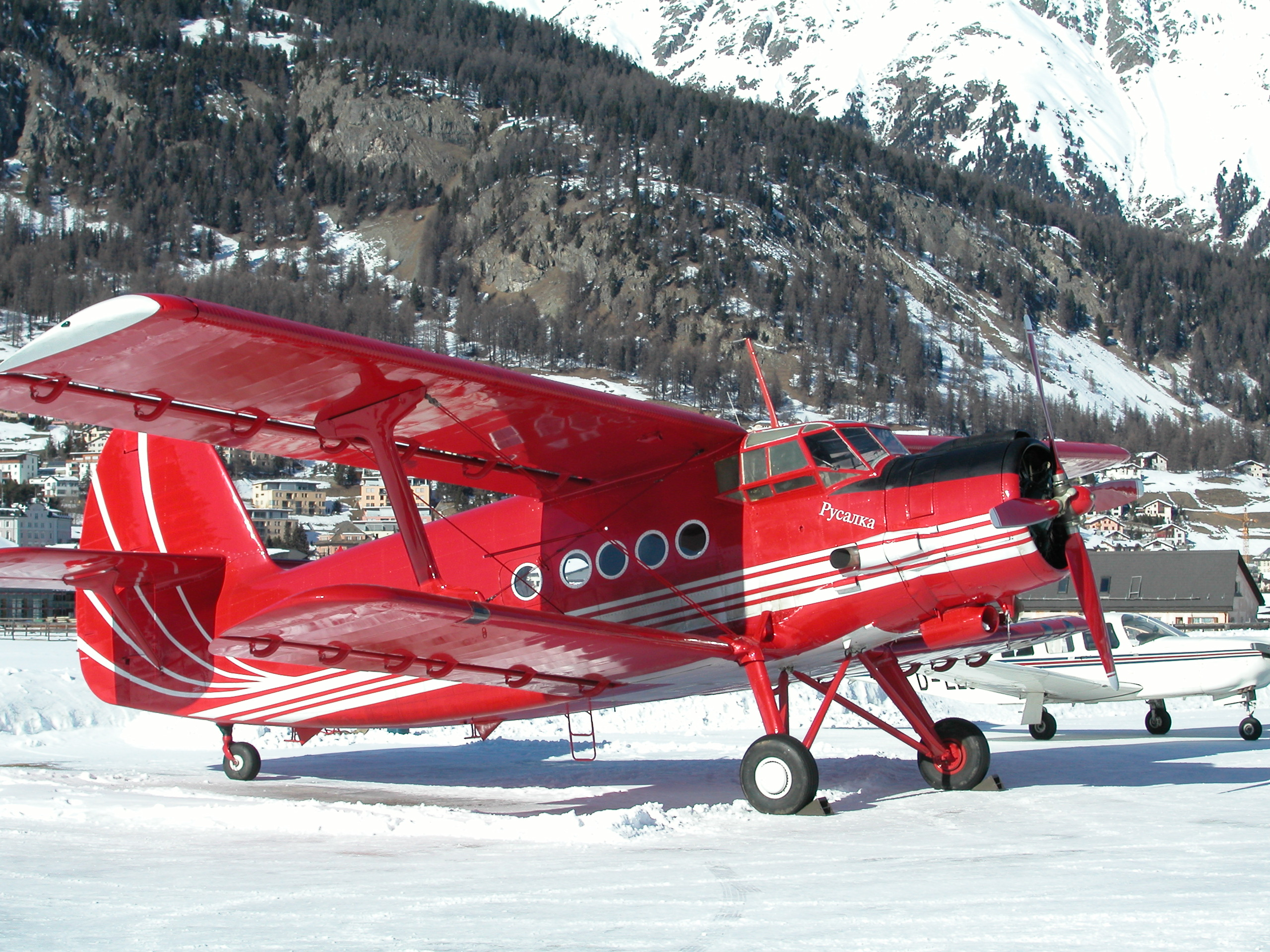
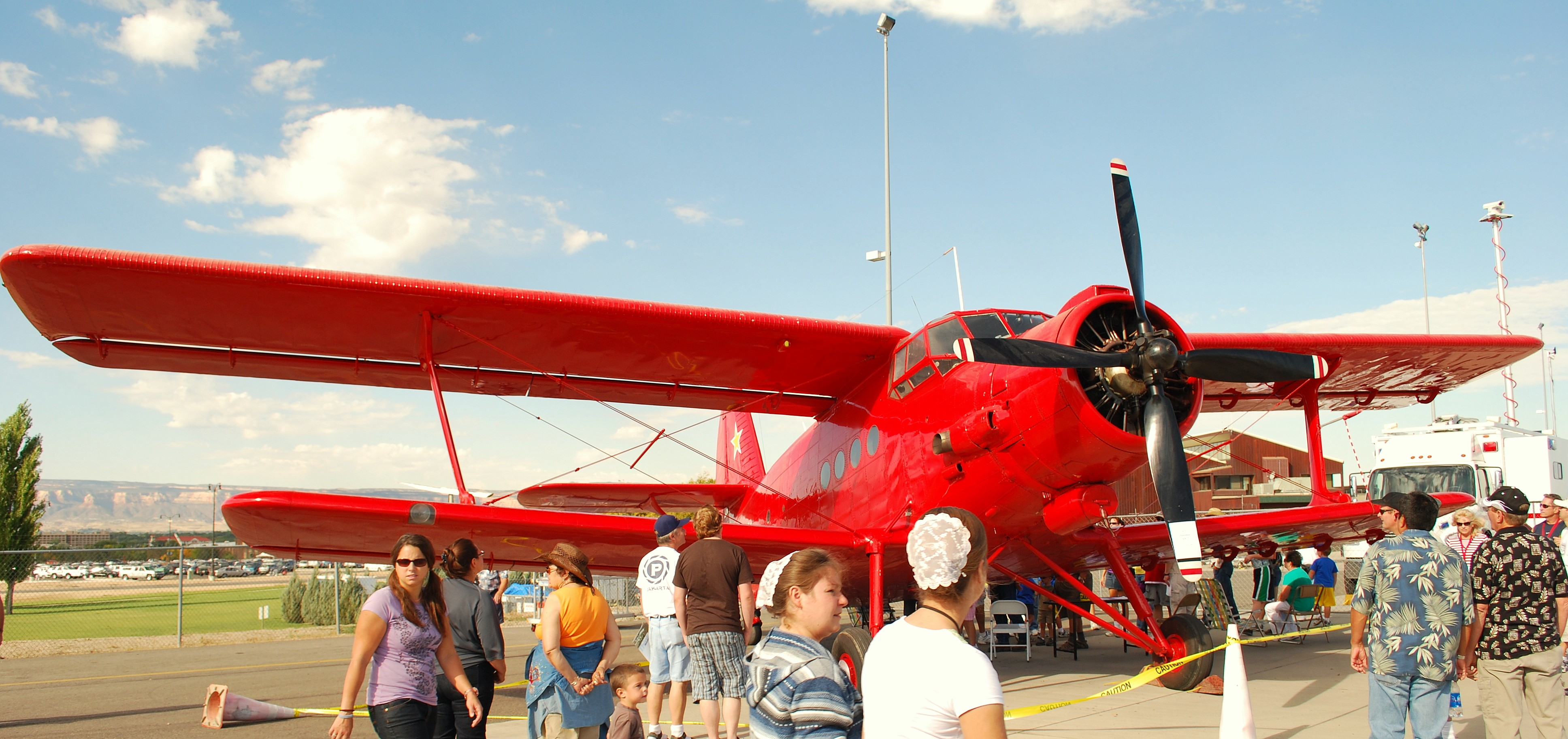
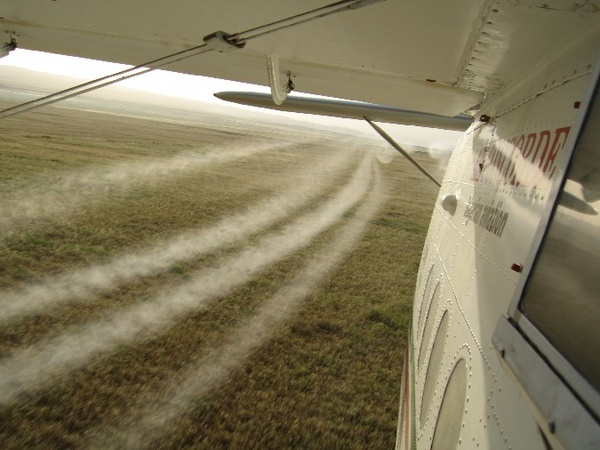
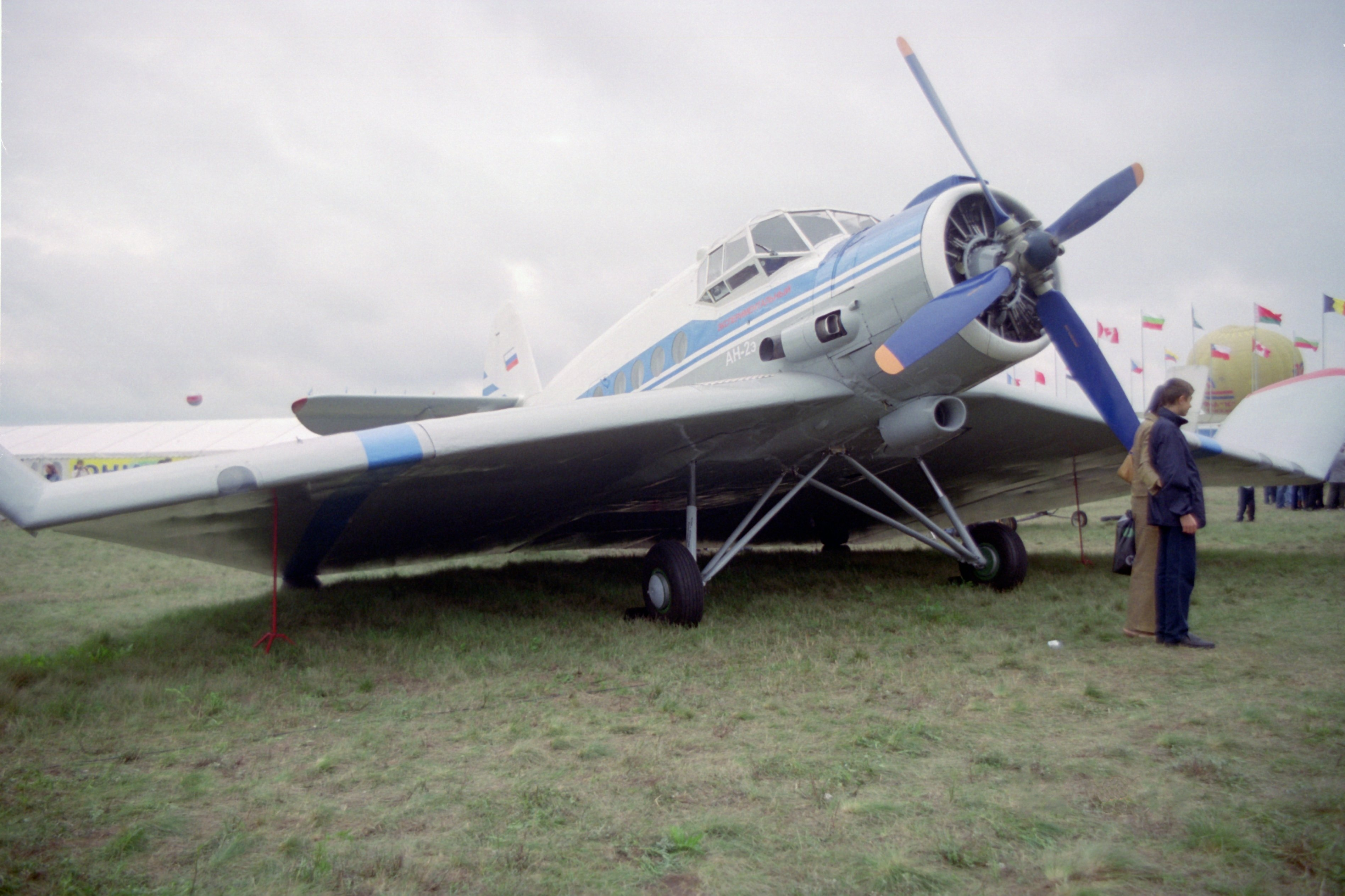
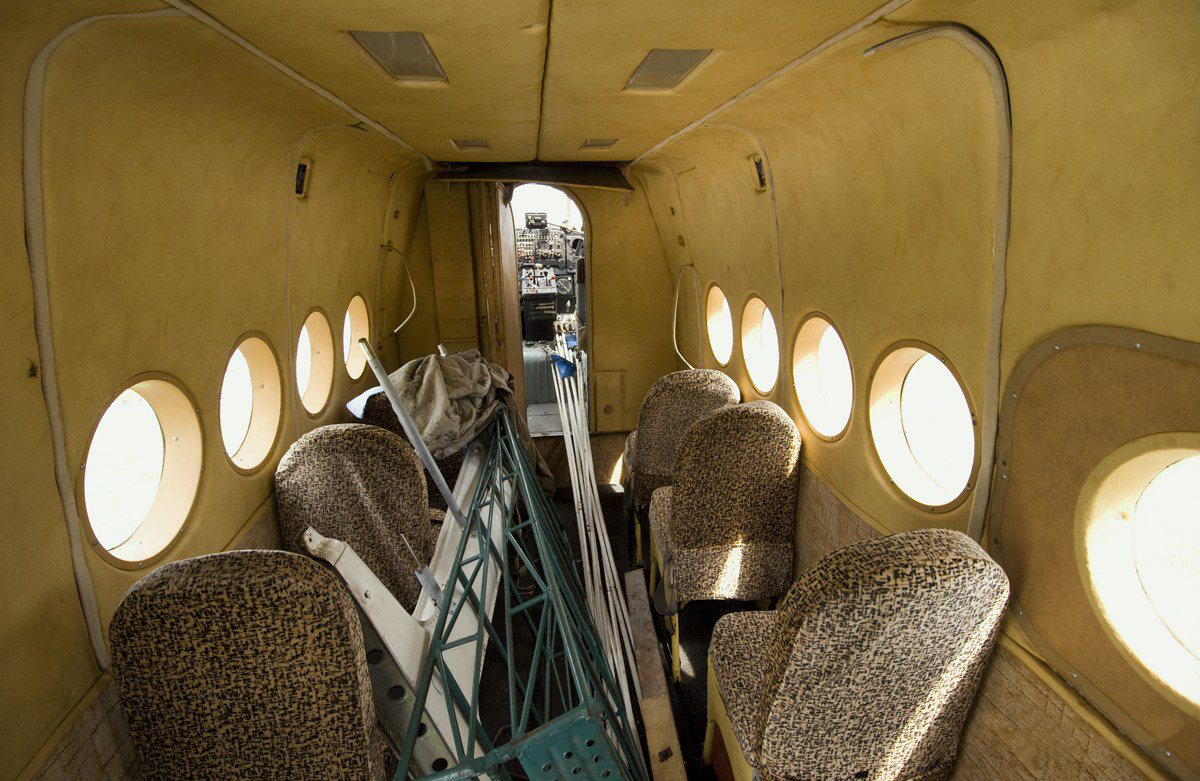
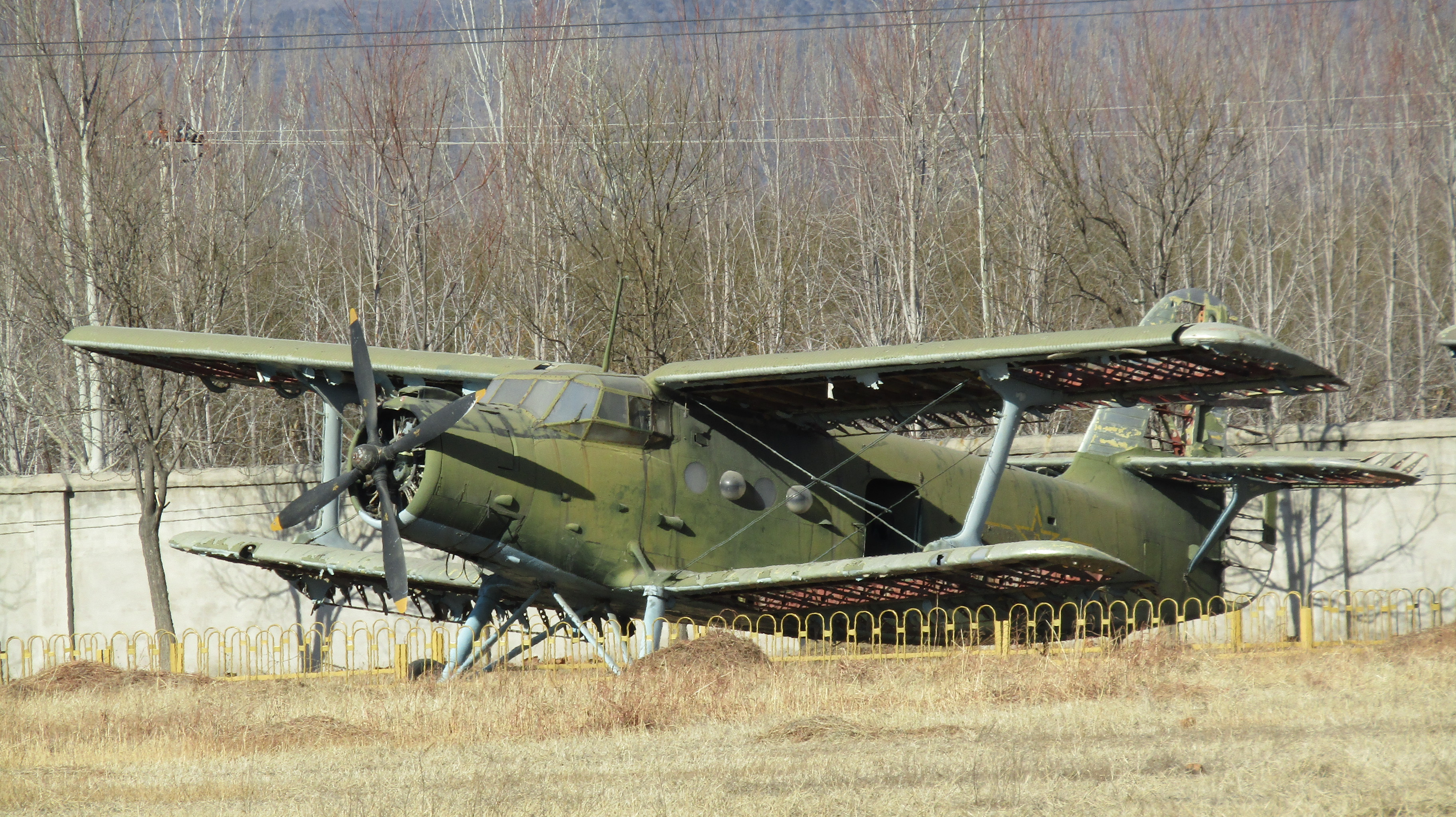
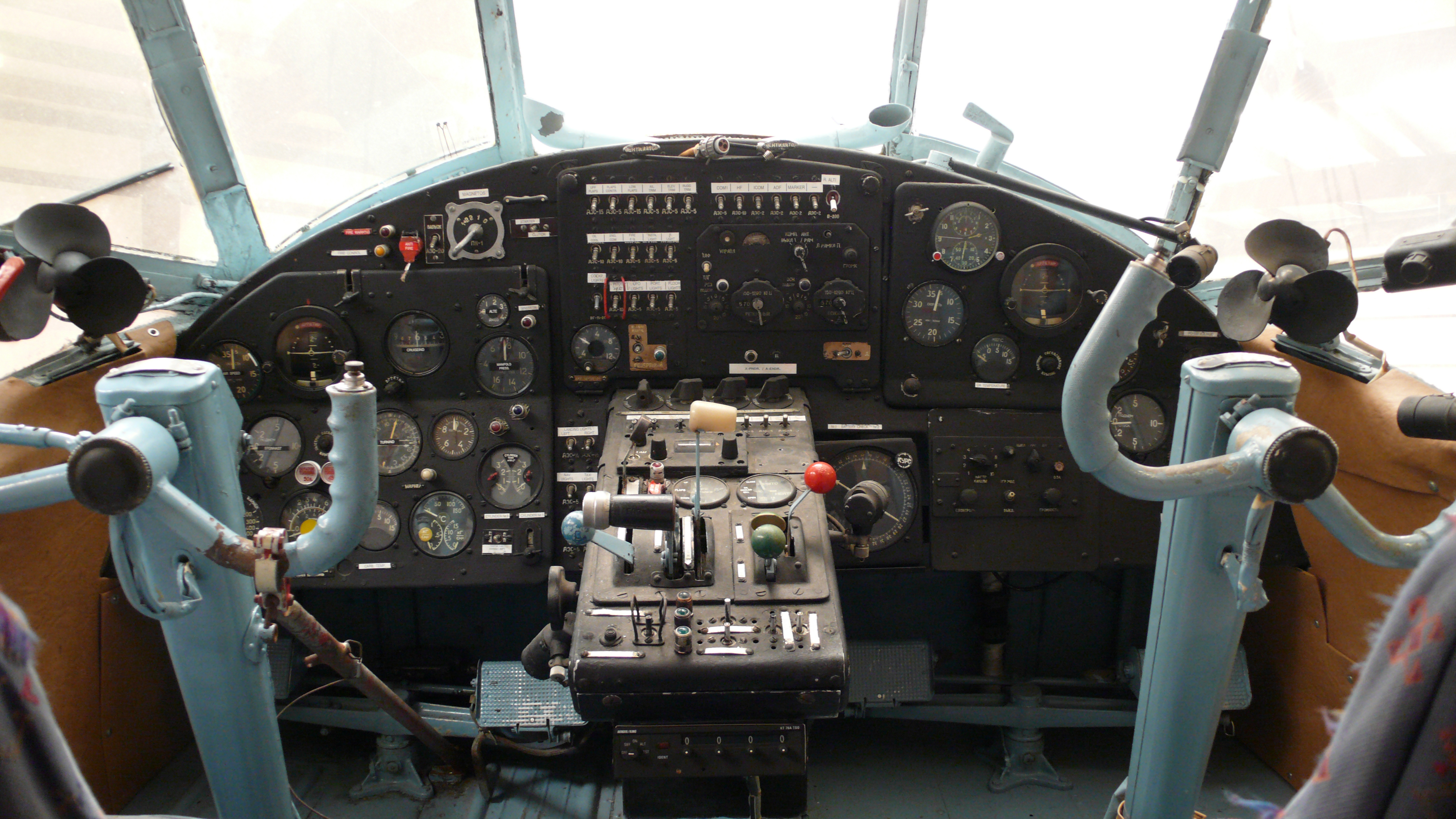

## Specifications (An-2)
داده‌ها از Biplanes, Triplanes, and Seaplanes
ویژگی‌های عمومی
- خدمه: ۱–۲
- ظرفیت: ۱۲ سرنشین / ۲٬۱۴۰ کیلوگرم (۴٬۷۱۸ پوند)
- طول: ۱۲٫۴ متر (۴۰ فوت ۸ اینچ)
- پهنای بال فوقانی: ۱۸٫۲ متر (۵۹ فوت ۹ اینچ)
- پهنای بال پایینی: ۱۴٫۲ متر (۴۶ فوت ۷ اینچ)
- ارتفاع: ۴٫۱ متر (۱۳ فوت ۵ اینچ)
- مساحت بال‌ها: ۷۱٫۵۲ متر مربع (۷۶۹٫۸ فوت مربع)
- ایرفویل: TsAGI R-11 (14%)[۳]
- وزن خالی: ۳٬۳۰۰ کیلوگرم (۷٬۲۷۵ پوند)
- وزن ناخالص: ۵٬۴۴۰ کیلوگرم (۱۱٬۹۹۳ پوند)
- ظرفیت سوخت: ۱٬۲۰۰ لیتر (۳۲۰ گالون آمریکایی؛ ۲۶۰ گالون بریتانیایی)
- پیشرانه: ۱ عدد 9-cylinder air-cooled supercharge radial piston engine Shvetsov ASh-62IR، ۷۵۰ کیلووات (۱٬۰۱۰ اسب بخار)
- ملخ‌ها: چهارملخه constant-speed propeller

عملکرد
- حداکثر سرعت: ۲۵۸ کیلومتر بر ساعت (۱۶۰ مایل بر ساعت، ۱۳۹ گره)
- سرعت کروز: ۱۹۰ کیلومتر بر ساعت (۱۲۰ مایل بر ساعت، ۱۰۰ گره)
- سرعت واماندگی: ۵۰ کیلومتر بر ساعت (۳۱ مایل بر ساعت، ۲۷ گره) circa
- بُرد: ۸۴۵ کیلومتر (۵۲۵ مایل، ۴۵۶ مایل دریایی)
- حداکثر ارتفاع: ۴٬۵۰۰ متر (۱۴٬۸۰۰ فوت)
- نرخ صعود: ۳٫۵ متر بر ثانیه (۶۹۰ فوت بر دقیقه)
- توان به وزن|توان/جرم: ۰٫۱۳۶ کیلو وات بر کیلوگرم (۰٫۰۸۳اسب بخار بر پوند)
- مصرف سوخت: ۱۸۵–۲۰۰ لیتر بر ساعت (۴۹–۵۳ گالون بر ساعت؛ ۴۱–۴۴ گالون بریتانیایی بر ساعت)